# Mellersta Nylands prosteri
Mellersta Nylands prosteri är ett prosteri inom Borgå stift i Finland. Det leds sedan 1 juli 2021 av kontraktsprosten, kyrkoherden i Grankulla svenska församling Ulrik Sandell.
Tidigare kontraktsprostar i Mellersta Nylands prosteri är bl.a. Martin Fagerudd, Lars-Henrik Höglund, Carl-Gustav Henricson och Ilkka Turkka.

## Församlingar inom prosteriet
- Esbo svenska församling
- Grankulla svenska församling
- Kyrkslätts svenska församling
- Tammerfors svenska församling
- Vanda svenska församling